# حوضه سیستان

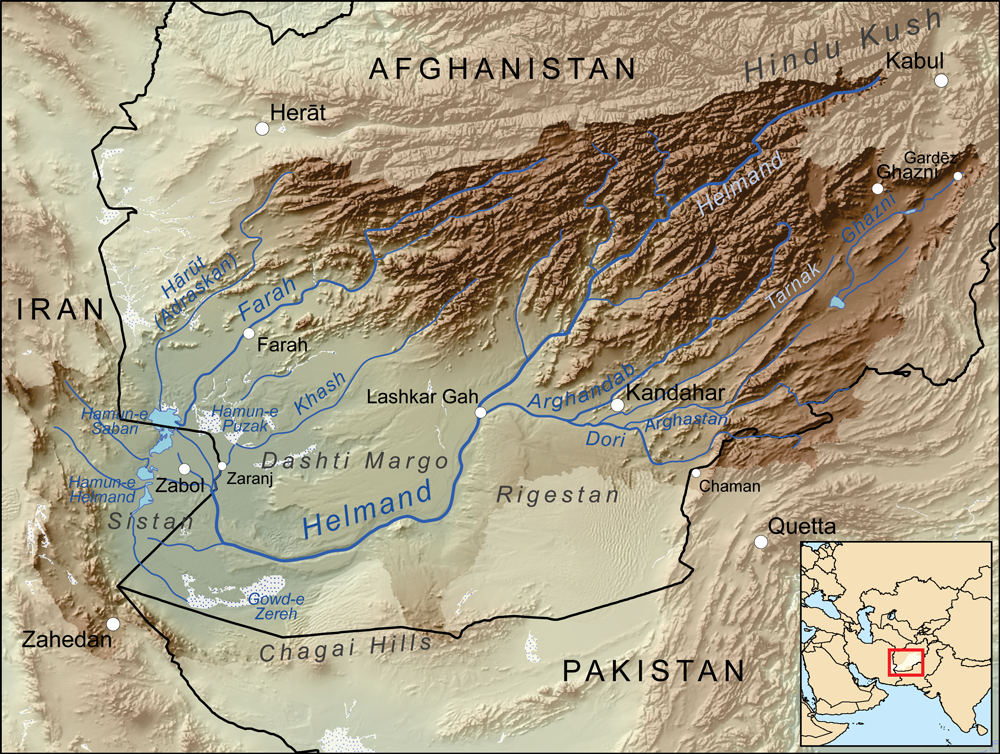
نقشه حوضه آبریز رود هیرمند/سیستان

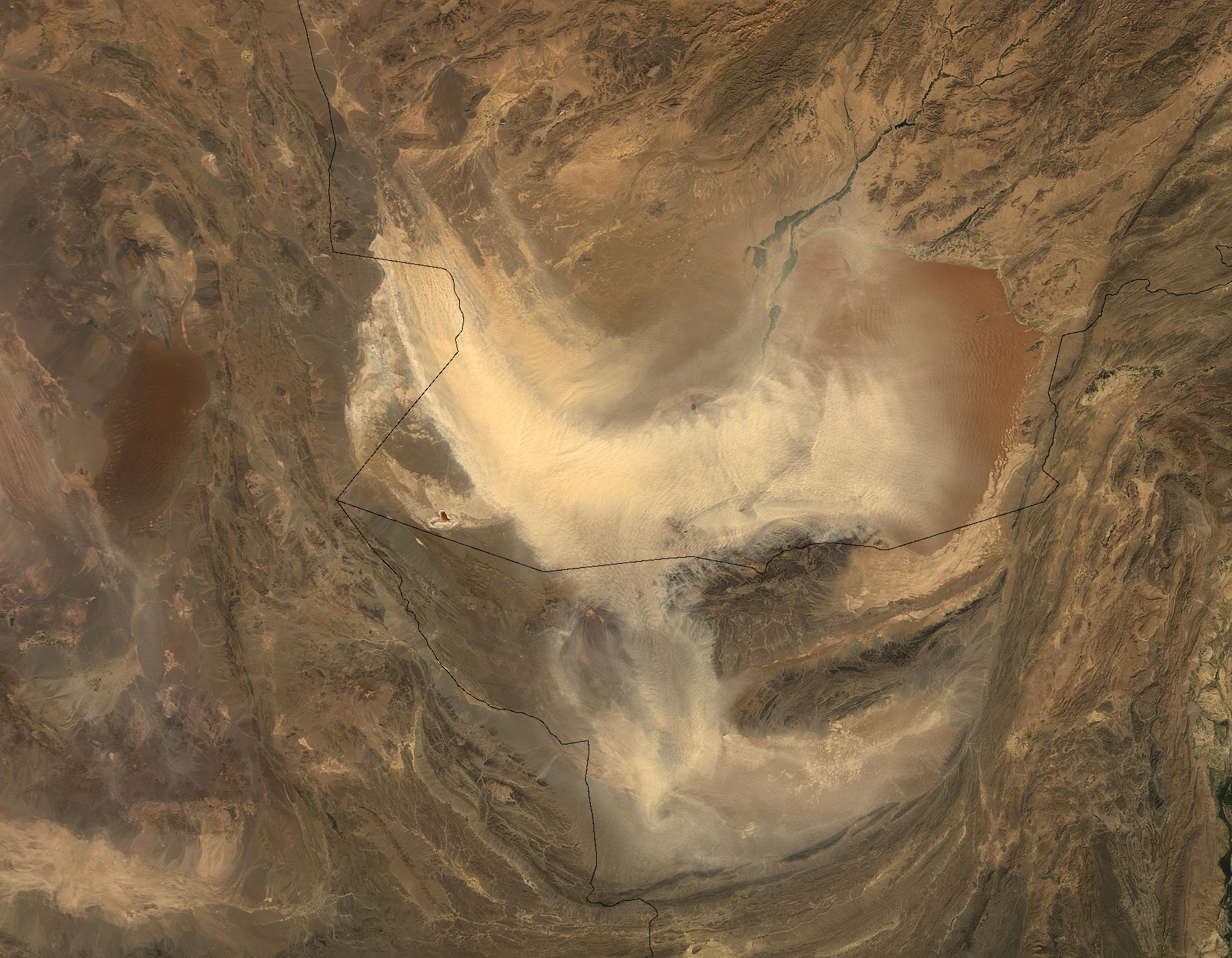
تصویر ماهواره‌ای طوفان گرد و غبار در جنوب افغانستان و شرق ایران.

حوضه سیستان یک حوضه آبریز بسته است که بخش‌های بزرگی از جنوب غرب افغانستان بخش‌های کوچکی از جنوب شرق ایران را در بر می‌گیرد. این حوضه معمولا با خشکسالی های پی‌درپی و تغییرات گسترده‌ی انسانی دست و پنجه نرم می‌کرده ولی همزمان جزو پر رونق‌ترین زیستگاه‌های کهن انسانی و تمدنی بوده است. حوضه آبریز آن شامل گروهی از رودهاست که از ارتفاعات افغانستان و ایران به سمت مجموعه تالاب‌ها و دریاچه‌ها در منطقه‌ای در سیستان مابین ایران و افغانستان که هامون نامیده می‌شود روان هستند. رود هیرمند یا هلمند طولانی‌ترین و پرآب‌ترین رود این حوضه است که عمدتاً از ذوب برف‌های کوه‌های هندوکش تغذیه می‌شود. در کنار هیرمند رودهایی چون خاش، فراه، و هاروت در افغانستان و رود سربیشه در ایران عمده‌ی حوضه سیستان را زهکشی کرده و چنانچه این زهکشی با موانعی چون خشکسالی یا بندهای انحرافی روبرو نشود معمولا دریاچه‌ی هامون بزرگ را که سه دریاچه‌ی هامون هلمند، پوزک و صابری بعلاوه‌ی چاه نیمه‌ها را در خود یکی می‌کند شکل می‌دهد. چاله یا هامون گودزره که شوره‌زاری پست در جنوب شرقی حوضه‌ی سیستان است در زمان‌هایی که هامون بزرگ تشکیل می‌شود به طور طبیعی سرریز آب هامون را مستقیما از جنوب هامون از طریق رودی موقتی به نام شیله‌رود دریافت می‌کند.
تپه بازالتی معروف به کوه خواجه در کنار دریاچه‌ها و مرداب‌های این حوضه قرار دارد.

## دریاچه‌ها
پست‌ترین بخش حوضه سیستان را دریاچه‌های کم‌عمقی تشکیل داده که به نام هامون‌ها شناخته می‌شود. به نظر می‌رسد که در زمان‌های گذشته یک دریاچه هامون وجود داشته ولی امروزه این دریاچه به سه دریاچه تقسیم شده‌است که از شمال به جنوب عبارتند:

### هامون پوزک
هامون پوزک عمدتاً در افغانستان قرار دارد. این دریاچه از طریق کانال شلاه چرخ آب رود هیرمند و نیز آب رود خاش و دیگر رودهای کوچک را دریافت می‌کند.

### هامون صابری
هامون صابری بین ایران و افغانستان قرار دارد. این دریاچه آب شاخه پریان از رود هیرمند، فراه رود و هاروت رود را دریافت می‌کند.

### هامون هلمند
بیشتر آب رود هیرمند از راه کانالی به نام رود سیستان وارد دریاچه هامون (هامون هلمند) می‌شود که به‌طور کامل در خاک ایران قرار دارد.

## آب‌شناسی
دریاچه‌های هامون در زمان ترسالی و سیلاب با پیوستن به یکدیگر، یک دریاچه بزرگ را تشکیل می‌دهند. معمولاً هر بیست سال، سیلاب جریانی را در رود خشک شلا رود پدیدمی‌آورد که از دریاچه هامون به چاله گودزره می‌ریزد. سیلاب بزرگ و غیرعادی در سال ۱۸۸۵ باعث شد چاله گودزره به مدت سه سال پر از آب شود. در سال‌های اخیر و به‌ویژه در دوره‌های خشک‌سالی از ۱۹۹۵ تا ۲۰۰۵ دریاچه‌های هامون کاملاً خشک شدند.